# Marie-Eve Levasseur
Marie-Eve Levasseur (* 1985 in Trois-Rivières, Québec) ist eine kanadische Multimedia-Künstlerin, die in Leipzig lebt und arbeitet.

## Leben
Levasseur begann 2004 ein Studium Visueller und Medienkunst an der Universität Québec (UQAM), das sie 2008 mit dem Bachelor-Examen abschloss. Nach einem Jahr als Fremdsprachenassistentin in Plauen zog sie 2009 nach Leipzig. 2011 setzte sie ihr Studium an der Hochschule für Grafik und Buchkunst in Leipzig fort. Ihr Diplom erhielt sie 2014 mit Auszeichnung und 2016 ihren Abschluss als Meisterschülerin.

## Künstlerische Arbeiten
Ihre Arbeit beschäftigt sich mit Intimität, Interaktionen, nicht-menschlichen Ökosystemen, Vermittlungsgeräten als Erweiterungen und der Wahrnehmung von Sprache oder Bildern durch Bildschirme. Mit verschiedenen Formen und Techniken wie Video, Installation, Skulptur und 3D-Animation hinterfragt sie die Nähe von technologischen und organischen Oberflächen im posthumanen Kontext. Die Methoden, die sie anwendet, sind inspiriert von feministischer Science-Fiction. Angeregt von Denkerinnen wie Donna Haraway verwenden ihre Projekte spekulative Fabulationen, imaginierte Situationen mit fiktiven Geräten, Erweiterungen für menschliche und nicht-menschliche Wesen, die einen speziesübergreifenden Dialog eröffnen, um das System, in dem wir leben, zu reflektieren. Ihre Arbeit ist multidisziplinär und ermöglicht ein kontinuierliches Lernen neuer Techniken, wobei DIY und Open Source zu einem Teil ihrer künstlerischen Haltung werden.

## Ausstellungen

### Einzelausstellungen (Auswahl)
- Swiping compressed filtered love, BSMNT, Spinnerei Leipzig, 2019
- La promesse thérapeutique et le potentiel de proximité, Art Mûr, Berlin, 2018
- An Inverted System to Feel (your shared agenda), BB Labor, Leipzig, 2016

### Gruppenausstellungen (Auswahl)
- Speculating On The Future Through Art And Science, BOZAR, Bruxelles, 2020
- Der optimierte Mensch, Museum der bildenden Künste Leipzig, 2019
- NOVAXX, Centre Wallonie-Bruxelles, Paris, 2019
- Particule Pavilion, wrong biennale, online, 2019
- Moving Bodies - Gender und Feminismus im Film, Kinemathek Karlsruhe, 2018
- Digitale Narrationen, Forum Schloßplatz, Aarau, 2018
- Rosebuds - Hidden Stories of Things, D21 Kunstraum, Leipzig, 2017
- Self-Abstractions, Canada House, London, 2017
- 2.5.0. Object is Meditation and Poetry, Grassi Museum für Angewandte Kunst, Leipzig, 2015
- Interim: un tunnel transatlantique, Halle 14 und D21 Kunstraum, Leipzig, 2013
- LPZ-MTL: un tunnel transatlantique, Maison de la culture NDG, Montreal, 2012

## Publikationen
- Marie-Eve Levasseur: Devenir Cyborg, monography. With texts from Marcel Raabe [u. a.]. Trottoir Noir, Leipzig, 2019. ISBN 978-3-945849-12-5
- Marie-Eve Levasseur, Marcel Raabe: Du point de vue d’un.e cyborg. Ein Interview; une entrevue, interview with the artist Marie-Eve Levasseur from Marcel Raabe. Leipzig: Trottoir Noir 2018. ISBN 978-3-945849-09-5
- Käthe Wenzel, Manfred Blohm (Hrsg.): Halflife, Machines/Organisms - Artistic Positions in the Context of Climate Change and Extinction. Fabrico Verlag, 2018. ISBN 978-3-946320-16-6
- Interim - un tunnel transatlantique, publication for the project between Leipzig and Montreal. D21 Kunstraum Leipzig. Nisaba Verlag, Duisburg, 2015. ISBN 978-3-941379-03-9

## Preise und Auszeichnungen
- Prix BOZARlab[5] @NOVAXX, Palais des Beaux-Arts, Brussels, Belgien, 2020

## Sammlungen
- n.b.k. Neuer Berliner Kunstverein[6], Berlin, Germany